# Lukpe Lawo Brakk
Der 6593 m hohe Lukpe Lawo Brakk, auch Snow Lake Peak (englisch für „Schneesee-Gipfel“) genannt, befindet sich im pakistanischen Sonderterritorium Gilgit-Baltistan, den früheren Nordgebieten. Er zählt zur Khurdopin-Gruppe, der östlichsten Untergruppe des Hispar Muztagh im Karakorum.

## Lage
Der Lukpe Lawo Brakk liegt am nördlichen Ende des Lukpe Lawo (Snow Lake), dem Nährgebiet des Biafo-Gletschers  Es handelt sich um einen mit Schnee und Eis bedeckten pyramidenförmigen Berg. Sein Ostgrat fällt ab zum 5690 m hohen Khurdopin-Pass (auch Östlicher Khurdopin-Pass), der den Snow Lake mit dem Östlichen Khurdopingletscher verbindet. Der Zugang zur Nordseite des Berges erfolgt über das Shimshal-Tal und den Khurdopingletscher.
Im Westen befindet sich der 5670 m hohe Westliche Khurdopin-Pass, der die Verbindung vom Lukpe Lawo zum Westlichen Khurdopingletscher bildet.

## Besteigungsgeschichte
Der erste Besteigungsversuch erfolgte im Jahre 1956 durch die Briten Edward Williams, Jim Durbin, Gwen Greenald und Denis Greenald.
Ein zweiter Versuch im Jahre 1985 von vier britischen Bergsteigern, darunter Bob Williams und Don Hilton, der der Führer der Expedition war, misslang.
Bob Williams verletzte sich bei einem Sturz in eine Gletscherspalte so schwer, dass er über den Hispar-Pass nach Nagar und Gilgit gebracht werden musste. Zwei Bergsteiger, Mike Harris und Mike Harber, die anschließend zum Berg zurückkehrten, werden seither am Lukpe Lawo Brakk vermisst.
Am 29. Juli 1989 erreichten Arthur Collins, Lew Hardy, Steven Sands, Philip Solt, Peter Stapely und Paul Vardon, Mitglieder einer zwölfköpfigen Mannschaft der British Metropolitan Police, den Gipfel über den Westgrat.
Eine weitere Besteigung erfolgte 1991 eine Besteigung durch eine neuseeländische Expedition, die den Aufstieg über den Südostgrat wählte.